# Promozione delle vendite
La promozione delle vendite (in inglese sales promotion) è l'insieme delle azioni di marketing finalizzate al conseguimento di precisi obiettivi di mercato, consistenti nella temporanea offerta di un vantaggio supplementare ad un definito pubblico di destinatari, in modo da stimolarli ad assumere immediatamente un comportamento desiderato.
Solitamente vengono commissionate dalle aziende alle agenzie di marketing.
Queste agenzie dopo un'attenta analisi
- delle istruzioni ricevute
- della tipologia di prodotto o servizio
- del canale distributivo
- dell'obiettivo di riferimento

realizzano strategie promozionali "su misura".

## Promozione delle vendite: definizione
La promozione delle vendite rappresenta una varietà di tecniche utilizzate per stimolare l’acquisto di un prodotto o di una marca. La promozione delle vendite ha un ruolo tattico, piuttosto che strategico, nelle comunicazioni di marketing e nella strategia del marchio; è anche una forma di pubblicità utilizzata in un breve periodo di tempo. I ricercatori Farhangmehr e Brito hanno esaminato le definizioni di promozione delle vendite in testi e riviste di marketing e hanno identificato una serie di caratteristiche comuni della promozione delle vendite, tra cui:
- Effetti a breve termine e durata;
- Opera e influenza solo l'ultima fase del processo di acquisto;
- Espone un ruolo secondario rispetto ad altre forme di comunicazione di marketing;
- Svolge un ruolo accessorio rispetto ai vantaggi principali del prodotto;
- Non è una singola tecnica, piuttosto è un insieme di tecniche utilizzate per uno scopo specifico.

Sia i produttori che i rivenditori fanno ampio uso delle promozioni delle vendite. Le promozioni di vendita sponsorizzate dai rivenditori sono dirette ai consumatori. I produttori utilizzano due tipi di promozione delle vendite, vale a dire:
1. Promozioni di vendita al consumo: mirate ai consumatori o agli utenti finali e progettate per stimolare l'acquisto effettivo
2. Promozioni commerciali: promozioni delle vendite mirate al commercio, in particolare ai rivenditori, progettate per aumentare le vendite ai rivenditori, per promuovere il prodotto o il marchio o per supportare il rivenditore nelle promozioni orientate al consumatore
La promozione delle vendite è utile quando:
- Il prodotto è di recente introduzione.
- Ci sono enormi scorte invendute.
- Si desidera penetrazione o ingresso nel marketing sotto la roccaforte dei concorrenti.
- È probabile che il prodotto perisca se non viene venduto o utilizzato.
- L'effetto della promozione delle vendite deve essere rafforzato dal supporto del marketing per creare fedeltà alla marca con conseguente crescita della domanda.

## Tipi di promozione delle vendite al consumo
Le promozioni delle vendite al consumo sono tecniche a breve termine progettate per raggiungere obiettivi come stimolare un acquisto, incoraggiare il traffico nel negozio o semplicemente creare entusiasmo per un prodotto o un marchio. Le tecniche tradizionali di promozione delle vendite includono:
- Offerta di prezzo: una riduzione temporanea del prezzo, ad esempio uno sconto del 50%.
- Carta di fedeltà: i consumatori raccolgono punti o crediti per gli acquisti e li riscattano in cambio di premi.
- Offerta "Cents-off"[6]: offre un marchio a un prezzo inferiore. La riduzione del prezzo può essere una percentuale indicata sulla confezione.
- Offerta pacchetto prezzo/pacchetto bonus: la confezione offre al consumatore una certa percentuale in più del prodotto allo stesso prezzo (ad esempio, il 25% in più). Questo è un altro tipo di accordo “in cui ai clienti viene offerta una maggiore quantità di prodotto allo stesso prezzo”[7]. Ad esempio, una società di vendita può offrire ai propri consumatori un pacchetto bonus in cui possono ricevere due prodotti al prezzo di uno. In questi scenari, questo pacchetto bonus viene considerato un guadagno perché gli acquirenti credono di ottenere un prodotto gratuito[7]. L'acquisto di un pacchetto bonus, tuttavia, non è sempre vantaggioso per il consumatore. A volte i consumatori finiscono per spendere soldi per un articolo che normalmente non acquisterebbero se non fosse stato incluso in un pacchetto bonus. Di conseguenza, gli articoli acquistati in un pacchetto bonus vengono spesso sprecati e vengono visti come una “perdita” per il consumatore.
- Coupon: sono diventati un meccanismo standard per le promozioni delle vendite.
- Loss leader: il prezzo di un prodotto popolare viene temporaneamente ridotto al di sotto del solito costo per stimolare altre vendite redditizie.
- Inserto indipendente (FSI - Free-standing insert): un libretto di coupon viene inserito nel giornale locale per la consegna.
- Distributori di cassa: Al momento del pagamento al cliente viene consegnato un buono in base ai prodotti acquistati.
- Coupon mobile: i coupon sono disponibili su un telefono cellulare. I consumatori mostrano l'offerta su di esso a un venditore per poter riscattare il coupon.
- Gioco promozionale interattivo online: i consumatori giocano a un gioco interattivo associato al prodotto promosso.
- "Rebate": ai consumatori viene offerto un rimborso se la ricevuta e il codice a barre vengono inviati per posta al produttore[8].
- Concorsi/lotterie/giochi: Il consumatore viene automaticamente inserito nell'evento acquistando il prodotto.
- Espositori per punti vendita:
  - Interruttore di corsia: un segnale che sporge nel corridoio dallo scaffale.
  - Dangler: un cartello che oscilla quando un consumatore ci passa accanto.
  - Dump bin: contenitori peni di prodotti al suo interno.
  - Portali di offerta: acquisire potenziali clienti.
  - Glorificatore: un piccolo espositore che eleva un prodotto al di sopra di altri prodotti.
  - Wobbler: un cartellino di cartone che oscilla che contiene uno sconto o altre informazioni.
  - Lipstick Board: una lavagna su cui sono scritti i messaggi con il pastello.
  - Necker: tagliando posto sul "collo" di una bottiglia.
  - Unità YES: "Il tuo venditore extra" è una scheda informativa estraibile.
  - Elettroluminescente: luce animata in movimento alimentata dall'energia solare.
- Specialità pasti gratis per i bambini: offre uno sconto sul conto totale del pranzo offrendo un pasto gratuito per bambini con ogni pasto normale acquistato.
- Campionamento: i consumatori ricevono un campione gratuitamente, dopo la prova e poi possono decidere se acquistarlo o meno.

Le nuove tecnologie hanno fornito una serie di nuove opportunità per le promozioni delle vendite. Carte fedeltà, assistenti personali allo shopping, etichette elettroniche sugli scaffali e display pubblicitari elettronici consentono comunicazioni più personalizzate e informazioni più mirate al punto di acquisto. Ad esempio, gli acquirenti possono ricevere avvisi di offerte speciali quando si avvicinano a un prodotto in una corsia specifica.

### Offerte online e offerte in negozio
Esistono diversi tipi di sconti disponibili online rispetto a quelli nei negozi. Coupon sullo scaffale: i coupon sono presenti sullo scaffale in cui il prodotto è disponibile. Coupon online: i coupon sono disponibili online. I consumatori li stampano e li portano al negozio. Sebbene gli sconti possano essere trovati online e nei negozi, c'è un processo di pensiero diverso quando si fa shopping in ogni luogo. Ad esempio, “gli acquirenti online sono più sensibili al prezzo a causa dei bassi costi di ricerca facilmente disponibili e dei confronti diretti dei prezzi”. I consumatori possono facilmente visitare altri siti Web e trovare offerte migliori invece di recarsi fisicamente in vari negozi. Inoltre, gli acquirenti tendono ad astenersi dall'acquistare pacchetti bonus online a causa dello scetticismo (di frodi e truffe) che potrebbe derivare dall'accordo. Poiché “…i pacchetti bonus sono più difficili da elaborare online rispetto agli sconti sui prezzi, sono più difficili e faticosi da comprendere per il consumatore”. Ad esempio, un'offerta "paghi uno e ne prendi un altro gratis" su un sito Web richiede più lavoro rispetto allo stesso pacchetto bonus offerto in un negozio. Online i consumatori devono fare i conti con l'elaborazione dei pagamenti, le spese di spedizione e gestione e i giorni di attesa per l'arrivo dei prodotti, mentre in un negozio i prodotti sono disponibili senza passaggi e ritardi aggiuntivi.

## Tecniche di promozione delle vendite commerciali
- Indennità commerciali: incentivo a breve termine offerto per indurre un rivenditore a fare scorta di un prodotto.
- Dealer Loader[9]: un incentivo dato per indurre un rivenditore ad acquistare ed esporre un prodotto.
- Concorso commerciale: un concorso per premiare i rivenditori che vendono la maggior parte del prodotto.
- Espositori per punti vendita: utilizzati per creare lo stimolo di acquistare e vendere "d'impulso" il proprio prodotto sul posto.
- Programmi di formazione: i dipendenti del rivenditore vengono formati sulla vendita del prodotto.
- Push money[10]: noto anche come "spiffs". Una commissione extra, pagata ai dipendenti del commercio al dettaglio per promuovere i prodotti.
- Sconti commerciali (chiamati anche sconti funzionali): si tratta di pagamenti ai membri del canale di distribuzione per l'esecuzione di alcune funzioni.

## Processo di pensiero del consumatore

### Risparmi significativi: guadagno o perdita
Molti sconti sono pensati per dare ai consumatori la percezione di risparmiare denaro quando acquistano prodotti, ma non tutti i prezzi scontati sono considerati favorevoli per gli acquirenti. Pertanto, prima di effettuare un acquisto, i consumatori possono valutare le proprie opzioni come guadagno o perdita per evitare il rischio di perdere denaro. Una visione di "guadagno" su un acquisto si traduce in una possibilità. Ad esempio, se c'è un "buy-one-get-one-half-off" (uno sconto in cui il consumatore paga la metà se prende un secondo prodotto dopo aver pagato a prezzo pieno il primo) che sembra redditizio, un acquirente acquisterà quel prodotto. D’altra parte, un punto di vista della “perdita” si traduce nell’avversione dei consumatori a correre qualsiasi rischio. Ad esempio, i consumatori lasceranno perdere uno sconto "buy-three-get-one-half-off" (il consumatore paga tre prodotti a prezzo pieno e ne prende un quarto a metà prezzo) se ritengono che tale sconto non sia vantaggioso. Nello specifico, i consumatori valuteranno le loro opzioni perché “…la sensazione di perdita è 2,5 volte maggiore della sensazione di guadagno a parità di valore”.

### Acquisto d'impulso
L'acquisto d'impulso deriva dall'incapacità dei consumatori di valutare le proprie opzioni prima di acquistare un prodotto. L'acquisto d'impulso è "qualsiasi acquisto effettuato da un acquirente che non è stato pianificato... [ed è] improvviso e immediato". Ad esempio, se un consumatore non ha intenzione di acquistare un prodotto prima di entrare in un negozio, ma acquista un articolo senza alcuna premeditazione, si tratta di un acquisto d'impulso. I produttori vogliono promuovere e incoraggiare questo impulso di acquisto immediato nei consumatori. Gli acquirenti possono essere molto rapidi nell'effettuare acquisti senza pensare alle conseguenze quando un prodotto viene percepito come un buon affare. Pertanto, le società di vendita “implementano sempre più campagne promozionali che saranno efficaci nell’innescare comportamenti di acquisto impulsivi da parte dei consumatori” per aumentare le vendite e i profitti.

### Confronto dei prezzi
Molti consumatori leggono da sinistra a destra e quindi confrontano i prezzi nello stesso modo. Ad esempio, se il prezzo di un prodotto è 93 dollari e il prezzo di vendita è 79, le persone inizialmente confronteranno prima le cifre di sinistra (9 e 7) e noteranno la differenza. Tuttavia, a causa di questo comportamento abituale, “i consumatori potrebbero percepire la differenza (14 dollari) tra 93 e 79 dollari come maggiore della differenza (14 dollari) tra 89 e 75 dollari”. Di conseguenza, i consumatori spesso credono erroneamente di ricevere un vantaggio migliore con la prima serie di prezzi basandosi esclusivamente sulle cifre di sinistra.

### Effetto della cifra destra
L’effetto della cifra destra si concentra sulle cifre destre dei prezzi quando le cifre di sinistra sono le stesse. In altre parole, prezzi come 45 e 42 dollari costringono i consumatori a prestare maggiore attenzione alle cifre di destra (il 2 e il 5) per determinare lo sconto ricevuto. Questo effetto “implica anche che i consumatori percepiranno sconti maggiori per i prezzi con cifre a destra piccole, rispetto a prezzi con cifre a destra grandi. Ad esempio, in una riduzione di prezzo da 32 a 31 dollari, i consumatori crederanno di aver ricevuto un accordo migliore rispetto a una riduzione di prezzo da 39 a 38. Di conseguenza, le aziende possono utilizzare sconti con cifre a destra più piccole per indurre i consumatori a pensare che stanno ricevendo un vantaggio migliore e aumentando i profitti. Tuttavia, anche i consumatori vengono ingannati dai famigerati prezzi con la cifra 9 finale. “L'effetto della cifra destra si riferisce [anche] alla tendenza dei consumatori a identificare i prezzi finali che hanno la cifra 9 come prezzi di vendita (piuttosto che normali) o ad associarli a uno sconto (ad esempio 6.99 piuttosto che 7).

### Effetto Framing
L'effetto Framing è “il fenomeno che si verifica quando si verifica un cambiamento nella preferenza di un individuo tra due o più alternative causato dal modo in cui il problema viene presentato”. In altre parole, il formato in cui qualcosa viene presentato influenzerà il punto di vista di una persona. Questa teoria è composta da tre sottocategorie: framing delle scelte rischiose, framing degli attributi e framing degli obiettivi. Il framing delle scelte rischiose fa riferimento ai processi mentali di guadagno o perdita dei consumatori. Essi correranno dei rischi se la circostanza è vantaggiosa per loro ed eviteranno di correre rischi se non lo è. Il framing degli attributi riguarda una frase chiave o una caratteristica di uno sconto sul prezzo che viene enfatizzata per ispirare lo shopping dei consumatori. Ad esempio, i termini “gratuito” e “migliore” sono usati comunemente per indurre gli acquirenti ad acquistare un prodotto. La definizione degli obiettivi esercita una pressione sugli acquirenti affinché agiscano frettolosamente o affrontino le conseguenze della perdita di una riduzione definitiva del prezzo. Un accordo “solo per un periodo limitato” (LTO - limited time only), ad esempio, tenta di motivare gli acquirenti a effettuare un acquisto rapidamente, o ad acquistare d’impulso, prima che scada il tempo.

### Forze esterne
Sebbene esistano aspetti che possono determinare il comportamento di acquisto di un consumatore, esistono molti fattori esterni che possono influenzare la decisione degli acquirenti di effettuare un acquisto. Ad esempio, anche se il prezzo di un prodotto è scontato, la qualità del prodotto potrebbe dissuadere il consumatore dall'acquistarlo. Se il prodotto ha recensioni negative da parte dei clienti o ha una “durata di vita” breve, gli acquirenti considereranno l’acquisto come una perdita ed eviteranno di rischiare. Un prodotto può anche essere visto negativamente a causa delle esperienze e delle aspettative passate dei consumatori. Ad esempio, se la dimensione di un prodotto è fuorviante, gli acquirenti non vorranno acquistarlo. Un articolo pubblicizzato come “enorme”, ma alto solo un pollice (circa 2.5 cm), allontanerà i consumatori. Inoltre, “gli effetti delle caratteristiche personali, come il genere dei consumatori, le norme soggettive e l'impulsività” possono influenzare le intenzioni di acquisto di un consumatore. Ad esempio, una donna, generalmente, acquisterà un prodotto cosmetico più spesso di un uomo. Inoltre, “alcuni… acquirenti potrebbero non essere in grado di acquistare [un prodotto]… a causa di vincoli finanziari”.

## Regolamento
Le promozioni delle vendite sono state fortemente regolamentate in molte nazioni industriali avanzate, con la notevole eccezione degli Stati Uniti. Ad esempio, il Regno Unito operava in precedenza in un regime di fissazione dei prezzi di rivendita in cui i produttori potevano dettare legalmente il prezzo di rivendita minimo per quasi tutti i beni; questa pratica fu abolita nel 1964.
La maggior parte dei paesi europei dispone anche di controlli sulla programmazione e sui tipi consentiti di promozioni delle vendite, poiché in tali paesi vengono considerati al limite delle pratiche commerciali sleali. La Germania è nota per avere le normative più severe. Esempi famosi includono un autolavaggio a cui è stato impedito di effettuare il lavaggio gratuito dell'auto ai clienti abituali e un fornaio a cui non è stato possibile dare un sacchetto di stoffa gratuito ai clienti che avevano acquistato più di 10 panini.